# 엄당
엄당(閹黨)은 명(明) 천계(天啓) 연간 사례감(司禮監) 병필태감(秉筆太監) 위충현(魏忠賢)을 지지하는 정치집단으로, 위당(魏黨)이라고도 한다. 대부분 제초절당(齊楚浙黨) 성원이다. 주요 적수는 동림당(東林黨)이다.

## 개요
위충현은 환관으로 천계제(天啓帝)의 유모 객씨(客氏)와 밀애를 나눴다. 이로 인해 객씨의 진언을 통해 황제의 총애를 얻고 대권을 장악하였으나, 동림당(東林黨) 영수 조남성(趙南星)의 배척을 받았다. 천계 4년(1624), 양련(楊漣)은 위충현을 탄핵하면서 24대죄를 열거했다. 그러나 황제는 위충현을 비호하였고 위충현은 위험을 피했다. 이에 동림당을 핍박하여, 이른바 동림육군자(東林六君子), 동림칠현(東林七賢)이 모두 참혹히 사망하였다.
당시 조정 관원은 많은 계파로 나뉘었고, 세력이 가장 큰 동림당 이외에도 제당(齊黨, 산동山東 출신 관원), 초당(楚黨, 호광湖廣 출신 관리), 절당(浙黨, 절강浙江 출신 관리) 등이 있었다. 여러 당 가운데 실의한 사대부들은 동림당에 맞서고자 위충현에게 붙었다. 위충현은 ‘엄인(閹人)’ 즉 환관이었기에 이런 사람들을 ‘엄당’이라 칭했다.
숭정제(崇禎帝) 즉위후 위충현은 세를 잃었기에 스스로 목을 매어 자살했으며, 숭정제는 ‘역안(逆案)’을 이유로 엄당을 소탕했으며 엄당을 영원히 기용하지 않겠다고 하였으나, 엄당 세력은 완전히 소탕되지 않았다. 남명(南明) 홍광(弘光) 연간, 수보(首輔) 마사영(馬士英)은 동림당과 대권을 두고 경쟁하였고, 역안에 나열된 관원들을 임용하여 엄당이 재기하는 것처럼 보였다. 동림당과 엄당의 싸움인 동림당쟁(東林黨爭)은 남명 멸망의 한 원인이며, 심지어 청(淸)대 남북당쟁(南北黨爭)으로까지 이어졌다.

## 인원
- 위충현(魏忠賢) : 사례감병필태감(司禮監秉筆太監)
- 객씨(客氏) : 천계제(天啓帝) 유모
- 최정수(崔呈秀) : 병부상서(兵部尙書)
- 위량경(魏良卿) : 영국공(寧國公)
- 후국흥(侯國興) : 금의위도지휘사(錦衣衛都指挥使)
- 유지선(劉志選) : 제독조강우첨도어사(提督操江右僉都御史)
- 양몽환(梁夢環) : 태복시경서어사(太僕寺卿署御史)
- 예문환(倪文煥) : 태복시경서어사(太僕寺卿署御史)
- 유조(劉詔) : 총독계료병부상서겸우부도어사(總督薊遼兵部尙書兼右副都御史)
- 손여렬(孫如冽) : 태복시소경(太僕寺少卿)
- 조흠정(曹欽程) : 태복시소경(太僕寺少卿)
- 허지길(許志吉) : 대리시(大理寺)
- 전길(田吉) : 병부상서(兵部尙書)
- 설정(薛貞) : 형부상서(刑部尙書)
- 오순부(吳淳夫) : 공부상서(工部尙書)
- 이기룡(李夔龍) : 우부도어사(右副都御史)
- 이승조(李承祚) : 풍성후(豐城侯)
- 전이경(田爾耕) : 금의위좌도독(錦衣衛左都督)
- 허현순(許顯純) : 금의위좌도독(錦衣衛左都督)
- 최응원(崔應元) : 금의위도독동지(錦衣衛都督同知)
- 장체건(張體乾) : 금의위도독동지(錦衣衛都督同知)
- 손운학(孫雲鶴) : 금의위우도독(錦衣衛右都督)
- 양환(楊寰) : 금의위우도독(錦衣衛右都督)
- 위광미(魏廣微) : 대학사(大學士)
- 서대화(徐大化) : 공부상서(工部尙書)
- 주응추(周應秋) : 이부상서(吏部尙書)
- 곽유화(霍維華) : 병부상서(兵部尙書)
- 장눌(張訥) : 어사(御史)
- 염명태(閻鳴泰) : 총독상서(總督尙書)
- 이로생(李魯生) : 태복시소경(太僕寺少卿)
- 양유훤(楊維垣) : 우부도어사서어사(右副都御史署御史)
- 반여정(潘汝楨) : 남경병부우시랑(南京兵部右侍郞)
- 곽흠(郭欽) : 창평도독(昌平都督)
- 위지덕(魏志德) : 동평후(東平侯)
- 위량동(魏良棟) : 동안후(東安侯)
- 위붕익(魏鵬翼) : 안평백(安平伯)
- 위무민(魏撫民) : 상보사경(尙寶司卿)
- 위희공(魏希孔) : 금의위도독(錦衣衛都督)
- 위희순(魏希舜) : 금의위도독동지(錦衣衛都督同知)
- 위희요(魏希堯) : 금의위도독동지(錦衣衛都督同知)
- 위희맹(魏希孟) : 금의위도독(錦衣衛都督)
- 위붕정(魏鵬程) : 금의위도독(錦衣衛都督)
- 부응성(傅應星) : 금의위도독(錦衣衛都督)
- 양륙기(楊六奇) : 금의위도독(錦衣衛都督)
- 양문창(楊文昌) : 금의위지휘(錦衣衛指揮)
- 양윤창(楊胤昌) : 금의위지휘(錦衣衛指揮)
- 양조창(楊祚昌) : 금의위지휘(錦衣衛指揮)
- 객광선(客光先) : 금의위도독동지(錦衣衛都督同知)
- 풍계선(馮繼先) : 금의위천호(錦衣衛千戶)
- 부지종(傅之琮) : 금의위도지휘사(錦衣衛都指揮使)
- 동방명(董芳名) : 금의위도독첨사(錦衣衛都督僉事)
- 최당(崔鏜) : 금의위지휘첨사(錦衣衛指揮僉事)

- 태감(太監) : 이영정(李永貞), 이조흠(李朝欽), 유약우(劉若愚), 서응원(徐應元), 유응곤(劉應坤), 왕조보(王朝輔), 도문보(塗文輔), 손진(孫進), 왕국태(王國泰), 석원아(石元雅), 사원례(司元禮), 고흠(高欽), 왕조용(王朝用), 갈구사(葛九思), 조병이(趙秉彝), 도문(陶文), 기용(紀用), 이응강(李應江), 호며좌(胡明佐), 이실(李實), 이희철(李希哲), 호량보(胡良輔), 최문승(崔文昇), 이명도(李明道), 유경(劉敬), 서진(徐進), 풍옥(馮玉), 양조(楊朝), 맹진보(孟鎭寶), 유진(劉鎭), 왕체건(王體乾), 양동(梁棟), 장수성(張守成), 상성덕(商成德), 임작헌(林焯軒)

## 같이 보기
- 동림당
- 위충현
- 제초절당
- 한광